# يان أرثوس-بيرتراند
يان أرثوس-بيرتراند (بالفرنسية: Yann Arthus-Bertrand) (و. 1946  م) هو رسام، ومصور، ومخرج أفلام، وصحفي، وكاتب سيناريو فرنسي، ولد في باريس.

## مناصب
تولى منصب Peintre de la Marine ‏.

## أعمال بارزة
من أهم أعماله:
- بيتنا.

## جوائز
حصل على جوائز منها:
- Cherry Kearton Medal and Award [الإنجليزية]‏ (2013)
- جائزة أبطال الأرض (2009)
- الميدالية الذهبية الكبرى للاستكشافات (2001)
- نيشان الاستحقاق الوطني من رتبة ضابط
- قائد الفنون والآداب
- نيشان الاستحقاق الزراعي من رتبة فارس
- نيشان جوقة الشرف من رتبة ضابط.

## وصلات خارجية
- يان أرثوس-بيرتراند على موقع IMDb (الإنجليزية)
- يان أرثوس-بيرتراند على موقع ألو سيني (الفرنسية)
- يان أرثوس-بيرتراند على موقع ميوزك برينز (الإنجليزية)
- يان أرثوس-بيرتراند على موقع أول موفي (الإنجليزية)
- يان أرثوس-بيرتراند على موقع قاعدة بيانات الأفلام السويدية (السويدية)
- يان أرثوس-بيرتراند على موقع ديسكوغز (الإنجليزية)
- يان أرثوس-بيرتراند على موقع قاعدة بيانات الفيلم (الإنجليزية)
- يان أرثوس-بيرتراند على موقع كينوبويسك (الروسية)